# Aphaenogaster longaeva
Aphaenogaster longaeva är en myrart som först beskrevs av Samuel Hubbard Scudder 1877.  Aphaenogaster longaeva ingår i släktet Aphaenogaster och familjen myror. Inga underarter finns listade i Catalogue of Life.